# Gordon Downie

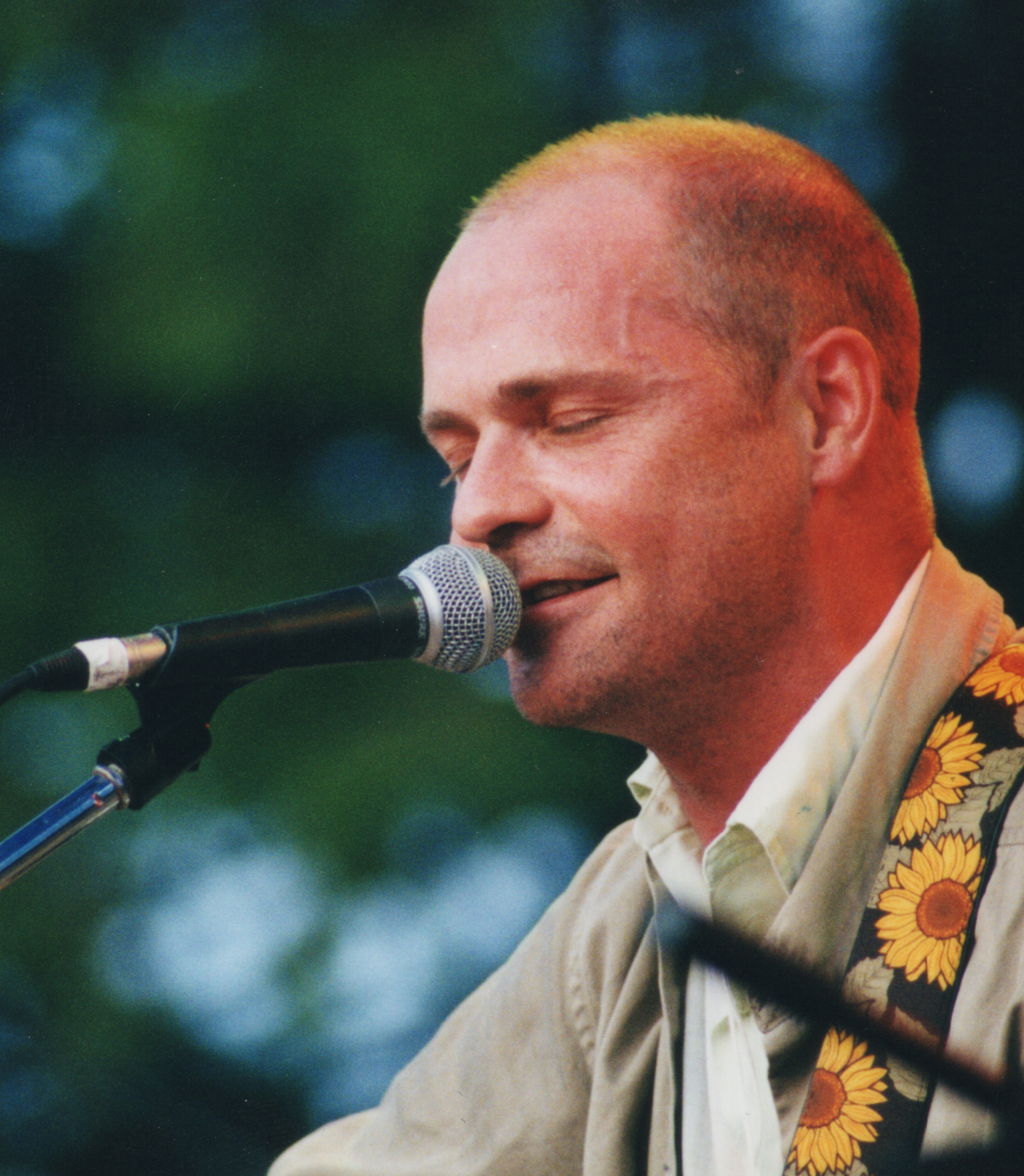

Gordon ('Gord') Edgar Downie (6 februari 1964 - 17 oktober 2017) was een Canadese rockzanger-songwriter, muzikant, schrijver en activist. Hij was de zanger en tekstschrijver van de Canadese rockband The Tragically Hip, waarvan hij vanaf de oprichting in 1984 tot aan zijn dood in 2017 de leider was.

## Levensloop
Downie werd geboren in Amherstview en groeide op in Kingston, samen met zijn broers Mike en Patrick, en zussen Charlyn en Paula. Hij was de zoon van Lorna (Neal) en Edgar Charles Downie, een handelsreiziger, later een makelaar en projectontwikkelaar. In Kingston ging Downie naar de middelbare school in het centrum, Kingston Collegiate and Vocational Institute, waar ook andere leden van de Tragically Hip naartoe gingen. 
Op de middelbare school was hij frontman van een band genaamd The Slinks. Na zijn middelbare school ging Downie naar Queen's University, waar hij zich specialiseerde in filmstudies en in 1986 afstudeerde met een Bachelor of Arts.

## Muziek
Tussen 1984 en 2017 was Downie frontman van The Tragically Hip. Hij bracht acht soloalbums uit, waarvan drie postuum: Coke Machine Glow (2001), Battle of the Nudes (2003), The Grand Bounce (2010), And the Conquering Sun (2014), Secret Path (2016), Introduce Yerself (2017), Away Is Mine (2020) en Lustre Parfait (2023). Zijn eerste nummer één hit was Introduce Yerself, kort na zijn dood. Zijn familie en managers zeiden dat er in de toekomst releases gepland staan, waaronder solomateriaal en niet eerder uitgebracht werk met The Hip.
- Gemeinsame Normdatei: 1126604267
- International Standard Name Identifier: 0000 0000 7416 3321
- Library of Congress Control Number: nr2001045123
- MusicBrainz: 291eb640-aa58-45e9-a8cb-069d58644b2b
- Système universitaire de documentation: 241618827
- Virtual International Authority File: 46693777
- WorldCat: E39PBJfGRRxwpq4cFQYWkrbjmd